# Bloemendaal (Halen)
Bloemendaal is een gehucht van de in Belgisch Limburg gelegen stad Halen. Het ligt ten zuiden van de dorpskern. Het ontstond in de omgeving van de Abdij van Mariënrode langs de oude weg tussen Diest en Zoutleeuw in het dal van de Hesbeek of Vossenkotbeek. De eerste vermelding in 1308 was Blomendale. Het ligt tussen de Velpe en de Gete. Op de achttiende-eeuwse Ferrariskaarten staat het gehucht vermeld als Blommendal.
In de Bloemendaalstraat, de straat tussen het historische gehucht Bloemendaal en het centrum van Halen, bevindt zich een uit 1899 daterend kapelletje. Een diepgelovige inwoner van de straat plantte in dat jaar een haagbeuk (Carpinus betulus) en richtte eronder een kapelletje op dat toegewijd is aan Onze-Lieve-Vrouw om te kunnen bidden voor de genezing van een familielid.